# Dave Babych
David Michael Babych, född 23 maj 1961 i Edmonton, Alberta, är en kanadensisk före detta professionell ishockeyspelare som spelade i NHL från 1980 till 1999 för Winnipeg Jets, Hartford Whalers, Vancouver Canucks, Philadelphia Flyers och Los Angeles Kings. Hans äldre bror Wayne Babych spelade också i NHL. Familjen Babych är av ukrainskt påbrå.

## Junior
Dave Babych var framgångsrik som junior för Portland Winter Hawks i Western Hockey League. Han visade prov på fina offensiva kvaliteter från sin backposition och hade dessutom storleken på sin sida, vilket gjorde honom intressant för lagen i NHL. I NHL-draften 1980 valdes han som 2:a spelare totalt av Winnipeg Jets. 
1978 hade hans bror Wayne Babych valts som 3:e spelare totalt i NHL-draften av St. Louis Blues vilket gjorde dem till de högst draftade brödraparet någonsin i NHL, ett rekord som senare skulle komma att slås av Pierre och Sylvain Turgeon.

## NHL
Dave Babych debuterade i NHL för Winnipeg Jets säsongen 1980–81. Han etablerade sig snabbt som lagets bäste back och gjorde 6 mål och 38 assist för 44 poäng på 69 matcher som rookie. Sin andra säsong i ligan, 1981–82, gjorde han 19 mål och 49 assist för 68 poäng på 79 matcher och hjälpte, tillsammans med lagets nye offensive stjärnspelare Dale Hawerchuk, Jets till lagets första slutspelsplats någonsin. I slutspelet åkte man ut i första rundan mot St. Louis Blues med 1-3 i matcher.
1982–83 gjorde Babych 13 mål och 61 assist för 74 poäng på 79 matcher, vilket skulle bli hans bästa säsong poängmässigt i NHL.
Babych fortsatte att vara stabil från blålinjen i Winnipeg Jets tills han byttes bort i början på säsongen 1985–86 till Hartford Whalers. Babych spelade sex säsonger i Hartford fram till och med 1990–91. Hartford hade, likt Winnipeg Jets, svårt att utmana de bästa lagen i ligan och gå långt i slutspelet.
30 maj 1991 lade Minnesota North Stars beslag på Babych i Expansions-draften. North Stars bytte dock bort honom knappa månaden senare till Vancouver Canucks. I Vancouver fick Babych en mer defensiv roll och var nyttig för laget med sin rutin och sitt fysiska spel.
I slutspelet 1994 låg Vancouver i brygga i första rundan mot Calgary Flames med 1-3 i matcher. Man vann dock de tre återstående matcherna, alla tre på övertid. I andra rundan slog Vancouver ut Dallas Stars med 4-1 i matcher och i tredje rundan fick Toronto Maple Leafs stryk med 4-1 i matcher, och Babych var för första gången framme i Stanley Cup-final. I en dramatisk finalserie förlorade Vancouver med 4-3 i matcher. Babych gjorde 3 mål och 5 assist på 24 matcher i slutspelet.
24 mars 1998 bytte Vancouver bort Babych till Philadelphia Flyers. På grund av en skada spelade Babych endast 39 grundseriematcher och 5 slutspelsmatcher för Flyers. 23 mars 1999 bytte Flyers bort honom till Los Angeles Kings. Babych spelade 8 matcher för Kings säsongen 1998–99. 
Totalt gjorde Babych 142 mål och 581 assist för 723 poäng på 1195 matcher i NHL. I slutspelet gjorde han 21 och 41 assist för totalt 62 poäng på 114 matcher.
Innan han lade av med ishockeyn på professionell nivå hann han också med att spela tre matcher för HC Ambri-Piotta den schweiziska ligan.

## Internationellt
Dave Babych representerade Kanada i världsmästerskapen 1981 och 1989, som båda gångerna spelades i Sverige. 1981 kom Kanada på en fjärde plats och 1989 kom man tvåa bakom Sovjetunionen.

## Statistik
AJHL = Alberta Junior Hockey League

### Klubbkarriär
| 1977–78    | Portland Winter Hawks     | WCJHL      | 6    | 1   | 3   | 4   | 4   | —   | —  | —  | —  | —   |
| 1977–78    | Fort Saskatchewan Traders | AJHL       | 56   | 31  | 69  | 100 | 37  | —   | —  | —  | —  | —   |
| 1978–79    | Portland Winter Hawks     | WHL        | 67   | 20  | 59  | 79  | 63  | 25  | 7  | 22 | 29 | 22  |
| 1979–80    | Portland Winter Hawks     | WHL        | 50   | 22  | 60  | 82  | 71  | 8   | 1  | 10 | 11 | 2   |
| 1980–81    | Winnipeg Jets             | NHL        | 69   | 6   | 38  | 44  | 90  | —   | —  | —  | —  | —   |
| 1981–82    | Winnipeg Jets             | NHL        | 79   | 19  | 49  | 68  | 92  | 4   | 1  | 2  | 3  | 29  |
| 1982–83    | Winnipeg Jets             | NHL        | 79   | 13  | 61  | 74  | 56  | 3   | 0  | 0  | 0  | 0   |
| 1983–84    | Winnipeg Jets             | NHL        | 66   | 18  | 39  | 57  | 62  | 3   | 1  | 1  | 2  | 0   |
| 1984–85    | Winnipeg Jets             | NHL        | 78   | 13  | 49  | 62  | 78  | 8   | 2  | 7  | 9  | 6   |
| 1985–86    | Winnipeg Jets             | NHL        | 19   | 4   | 12  | 16  | 14  | —   | —  | —  | —  | —   |
| 1985–86    | Hartford Whalers          | NHL        | 62   | 10  | 43  | 53  | 36  | 8   | 1  | 3  | 4  | 14  |
| 1986–87    | Hartford Whalers          | NHL        | 66   | 8   | 33  | 41  | 44  | 6   | 1  | 1  | 2  | 14  |
| 1987–88    | Hartford Whalers          | NHL        | 71   | 14  | 36  | 50  | 54  | 6   | 3  | 2  | 5  | 2   |
| 1988–89    | Hartford Whalers          | NHL        | 70   | 6   | 41  | 47  | 54  | 4   | 1  | 5  | 6  | 2   |
| 1989–90    | Hartford Whalers          | NHL        | 72   | 6   | 37  | 43  | 62  | 7   | 1  | 2  | 3  | 0   |
| 1990–91    | Hartford Whalers          | NHL        | 8    | 0   | 6   | 6   | 4   | —   | —  | —  | —  | —   |
| 1991–92    | Vancouver Canucks         | NHL        | 75   | 5   | 24  | 29  | 63  | 13  | 2  | 6  | 8  | 10  |
| 1992–93    | Vancouver Canucks         | NHL        | 43   | 3   | 16  | 19  | 44  | 12  | 2  | 5  | 7  | 6   |
| 1993–94    | Vancouver Canucks         | NHL        | 73   | 4   | 28  | 32  | 52  | 24  | 3  | 5  | 8  | 12  |
| 1994–95    | Vancouver Canucks         | NHL        | 40   | 3   | 11  | 14  | 18  | 11  | 2  | 2  | 4  | 14  |
| 1995–96    | Vancouver Canucks         | NHL        | 53   | 3   | 21  | 24  | 38  | —   | —  | —  | —  | —   |
| 1996–97    | Vancouver Canucks         | NHL        | 78   | 5   | 22  | 27  | 38  | —   | —  | —  | —  | —   |
| 1997–98    | Vancouver Canucks         | NHL        | 47   | 0   | 9   | 9   | 37  | —   | —  | —  | —  | —   |
| 1997–98    | Philadelphia Flyers       | NHL        | 6    | 0   | 0   | 0   | 12  | 5   | 1  | 0  | 1  | 4   |
| 1998–99    | Philadelphia Flyers       | NHL        | 33   | 2   | 4   | 6   | 20  | —   | —  | —  | —  | —   |
| 1998–99    | Los Angeles Kings         | NHL        | 8    | 0   | 2   | 2   | 2   | —   | —  | —  | —  | —   |
| 1999–00    | HC Ambri-Piotta           | NL-A       | 1    | 0   | 0   | 0   | 0   | 2   | 0  | 0  | 0  | 0   |
| NHL totalt | NHL totalt                | NHL totalt | 1195 | 142 | 581 | 723 | 970 | 114 | 21 | 41 | 62 | 113 |

### Internationellt
| År     | Lag    | Turnering |    | Matcher | Mål | Assist | Poäng | Utv |
| ------ | ------ | --------- | -- | ------- | --- | ------ | ----- | --- |
| 1981   | Kanada | VM        | 7  | 0       | 2   | 2      | 8     |     |
| 1989   | Kanada | VM        | 10 | 2       | 0   | 2      | 4     |     |
| Totalt | Totalt | Totalt    | 17 | 2       | 2   | 4      | 12    |     |